# Абстрактное синтаксическое дерево

while b ≠ 0
if a > b
a := a − b
else
b := b − a
return a

Абстрактное синтаксическое дерево для алгоритма Евклида, приведённого ниже:
while b ≠ 0
if a > b
a := a − b
else
b := b − a
return a

Абстрактное синтаксическое дерево (АСД, англ. abstract syntax tree, AST) — конечное помеченное ориентированное дерево, в котором внутренние вершины сопоставлены (помечены) с операторами языка программирования, а листья — с соответствующими операндами. Таким образом, листья являются пустыми операторами и представляют только переменные и константы.
Синтаксические деревья используются в синтаксических анализаторах для промежуточного представления программы между деревом разбора (деревом с конкретным синтаксисом) и структурой данных, которая затем используется в качестве внутреннего представления в компиляторе или интерпретаторе программы для оптимизации и генерации кода. Возможные варианты подобных структур описываются абстрактным синтаксисом.
Абстрактное синтаксическое дерево отличается от дерева разбора тем, что в нём отсутствуют узлы и рёбра для тех синтаксических правил, которые не влияют на семантику программы. Классическим примером такого отсутствия являются группирующие скобки, так как в абстрактном синтаксическом дереве группировка операндов явно задаётся структурой дерева.
Для языка, который описывается контекстно-свободной грамматикой (таковыми являются почти все языки программирования) создание дерева в синтаксическом анализаторе является тривиальной задачей. Большинство правил в грамматике создают новую вершину, а символы в правиле становятся рёбрами. Правила, которые ничего не привносят в дерево (например, группирующие правила), просто заменяются в вершине одним из своих символов. Кроме того, анализатор может создать полное дерево разбора и затем пройти по нему, удаляя узлы и рёбра, которые не используются в абстрактном синтаксисе, для получения абстрактного синтаксического дерева.